# Teucholabis retusa
Teucholabis retusa är en tvåvingeart som beskrevs av Alexander 1935. Teucholabis retusa ingår i släktet Teucholabis och familjen småharkrankar.
Artens utbredningsområde är Peru. Inga underarter finns listade i Catalogue of Life.